# Tomosvaryella curta
Tomosvaryella curta är en tvåvingeart som beskrevs av Ale-rocha 1996. Tomosvaryella curta ingår i släktet Tomosvaryella och familjen ögonflugor. Inga underarter finns listade i Catalogue of Life.